# 圣埃卢瓦莱蒂勒里
圣埃卢瓦莱蒂勒里（法語：Saint-Éloy-les-Tuileries，法語發音：[sɛ̃.t‿elwa le tɥilʁi]），是法国科雷兹省的一个市镇，位于该省西北部，和多尔多涅省及上维埃纳省接壤，属于布里夫拉盖亚尔德区。

## 地名
“莱蒂勒里”（les-Tuileries）在法语中意为“瓦窑”，这一名称可能与历史上这一地区的瓷器作坊有关。

## 地理
圣埃卢瓦莱蒂勒里（45°26'49"N, 1°17'33"E）面积9.13 平方千米，位于法国新阿基坦大区科雷兹省，该省份为法国中南部省份，北起上维埃纳省和克勒兹省，西接多爾多涅省，南至洛特省，东临多姆山省和康塔爾省。
与圣埃卢瓦莱蒂勒里接壤的市镇（或旧市镇、城区）包括：圣伊里耶拉佩尔什、圣于连勒旺多穆瓦、塞居尔堡、派扎克、格朗东。
圣埃卢瓦莱蒂勒里的时区为UTC+01:00、UTC+02:00（夏令时）。

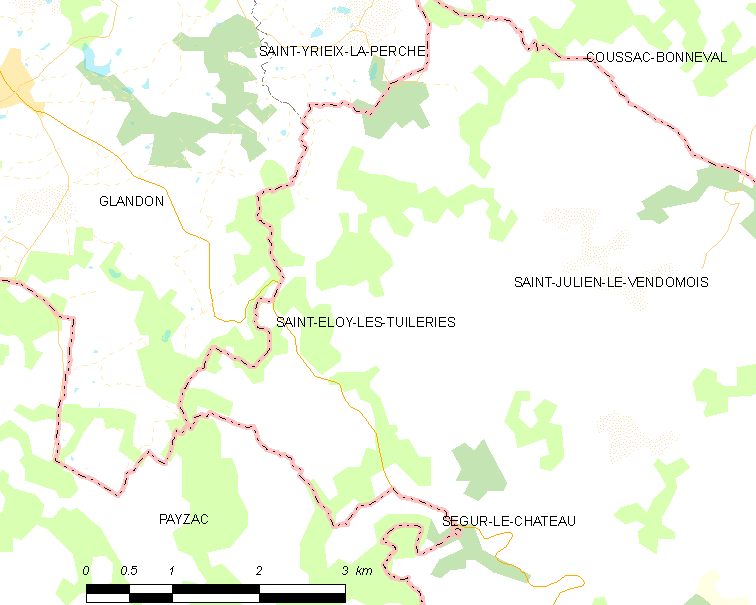
圣埃卢瓦莱蒂勒里的OSM定位图

## 行政
圣埃卢瓦莱蒂勒里的邮政编码为19210，INSEE市镇编码为19198。

## 政治
圣埃卢瓦莱蒂勒里所属的省级选区为于泽什县。

## 人口

1962-2008年间圣埃卢瓦莱蒂勒里人口变化图示

圣埃卢瓦莱蒂勒里于2022年1月1日时的人口数量为111人。